# Appleton (muziekduo)
Appleton was een Canadees muzikaal duo bestaande uit de zussen Natalie en Nicole Appleton, respectievelijk geboren in 1973 en 1974. De ouders zijn de Britse moeder Mary en de Canadese vader Ken. Tevens hebben ze twee oudere zussen, Lori en Leigh.
De ouders scheidden eind jaren 70 en daarom verhuisden ze vaak tussen Engeland en Canada. Uiteindelijk kwamen ze in Engeland terecht en gingen naar de Sylvia Young Theatre School in Londen waar hun toekomstig collega Melanie Blatt studeerde.
Op 19 mei 1992 bracht Natalie haar eerste dochter ter wereld, Rachel, bij haar eerste man, ex-stripper Carl Robinson, maar ze verliet hem vanwege huiselijk geweld. In 1994 keerden de zussen terug naar Engeland en ontmoetten Melanie Blatt en Shaznay Lewis, die collega's zochten voor hun band All Saints.
In 1996 tekende de groep een platencontract met London Records en scoorde vele hits. In 2001 hield de groep op te bestaan, vanwege onderlinge ruzies, en Natalie en Nicole gingen samen verder als Appleton. In de zomer trouwde Natalie met Liam Howlett van The Prodigy en in de herfst bracht Nicole haar eerste kind ter wereld, Gene, met de zanger Liam Gallagher van Oasis. Eind 2002 verloofde het paar zich.
In september 2002 brachten Nicole en Natalie onder de naam Appleton hun debuutsingle Fantasy uit, gevolgd door de autobiografie Together in de maand erna. De single Fantasy haalde de tweede plaats in Engeland. Begin 2003 volgde de single Don't Worry die het tot #5 schopte in de Britse hitlijsten. Kort daarna verscheen het album Everything's Eventual die de negende plaats behaalde in de Britse albumlijst. Om de verkoop te doen stijgen werd in de zomer van dat jaar nog de single Everything Eventually gelanceerd, maar deze kwam teleurstellend niet hoger dan #38 in de hitlijsten te staan. Polydor, het label waarbij Appleton onder contract stond, vond de opbrengst van 70.000 exemplaren van het verkochte album te weinig en om die reden werden Nicole en Natalie op straat gezet. De zussen zijn sinds 6 juli 2006 weer teruggekeerd naar de groep All Saints en hebben daarmee weer diverse albums gemaakt.

## Discografie

### Albums
| Album met eventuele hitnotering(en) in de Nederlandse Album Top 100 | Datum van verschijnen | Datum van binnenkomst | Hoogste positie | Aantal weken | Opmerkingen |
| ------------------------------------------------------------------- | --------------------- | --------------------- | --------------- | ------------ | ----------- |
| Everything's eventual                                               | 24-02-2003            | -                     |                 |              |             |

### Singles
| Single met eventuele hitnotering(en) in de Nederlandse Top 40 | Datum van verschijnen | Datum van binnenkomst | Hoogste positie | Aantal weken | Opmerkingen              |
| ------------------------------------------------------------- | --------------------- | --------------------- | --------------- | ------------ | ------------------------ |
| Fantasy                                                       | 02-09-2002            | 12-10-2002            | 39              | 2            | #65 in de Single Top 100 |
| Don't worry                                                   | 10-02-2003            |                       | -               |              | #95 in de Single Top 100 |
| Everything eventually                                         | 04-07-2003            | -                     |                 |              |                          |

| Single met hitnotering(en) in de Vlaamse Ultratop 50 | Datum van verschijnen | Datum van binnenkomst | Hoogste positie | Aantal weken | Opmerkingen |
| ---------------------------------------------------- | --------------------- | --------------------- | --------------- | ------------ | ----------- |
| Fantasy                                              | 2002                  | 05-10-2002            | tip7            | -            |             |

### Andere uitgaven
- Natalie Appleton en Bootsy Collins - You're all I need to get by

Uitgegeven op de Honest soundtrack.
- Nicole Appleton - Reflections

Uitgegeven op de Honest soundtrack.